# Davide Somma
Davide Somma est un footballeur international sud-africain, jouant au poste d'attaquant au club anglais de Leeds United. À son arrivée en Angleterre, il enchaine deux prêts dont un à Lincoln City qui lui est très bénéfique, puisqu'il marque 9 buts en 14 matchs. Il enchaine avec Leeds la saison suivante avec un début d'exercice excellent, suivi d'une place de titulaire perdue au profit d'un système de jeu plus défensif et du seul Luciano Becchio. Néanmoins, il réalise souvent des entrées décisives. Il revient même comme titulaire vers janvier-février, profitant de l'absence de Neil Kilkenny au milieu de terrain ; Leeds passe à ce moment du 4-2-3-1 au 4-4-2. Pour sa deuxième sélection sous le maillot des bafana-bafana, il marque son premier but.